# Кахраманмарашспор
«Кахраманмарашспо́р» (тур. Faturavizyon Kahramanmaraşspor) — турецкий футбольный клуб из города Кахраманмараш. Основан 21 февраля 1969 года, выступал в турецкой Суперлиге. Прозвище — Львы Средиземноморья. Цвета клуба — кремовый и красный. Наивысшим достижением команды является восемнадцатое место в Суперлиге (сезон 1988/89). Выступает в Первой лиге Турции.

## История клуба
Клуб был основан 21 февраля 1969 года. Первые пятнадцать лет своего существования «Кахраманмарашспор» провёл в любительских лигах, а в сезоне 1984/85 был заявлен в Первую лигу. После нескольких лет выступлений в этой лиге команде удалось выйти в высший турецкий дивизион, Суперлигу. Но «Кахраманмарашспор» провёл там всего один сезон, и, заняв восемнадцатое место, покинул. На протяжении почти двадцати лет клуб балансировал между Первой и Второй лигами. Затем из-за долгов «Кахраманмарашспор» покинули ведущие игроки, и команда впервые вылетела в Третью лигу. Сразу вернувшись во Вторую лигу, она повторно спустилась в Третью. Затем начался резкий подъём: «Кахраманмарашспор» выиграл переходные матчи сезона 2011/12 и добился права выступления во Второй лиге, а в сезоне 2012/13 выиграл Вторую лигу.

### История выступлений в профессиональных турецких лигах
- Суперлига: 1988/89
- Первая лига: 1984-1988, 1989-1993, 1994-1998, 2002-2005, 2013-
- Вторая лига: 1993-1994, 1998-2002, 2005-2008, 2009-2010, 2012-2013
- Третья лига: 2008-2009, 2010-2012

## Известные игроки

### Настоящего
- Тайлан Айдоган (2011—н. в.) — нынешний капитан клуба, один из героев команды. В её составе прошёл путь от Третьей лиги до Первой и внёс весомый вклад в этот подъём.

### Прошлого
- Муаммер Бирдал (1988—1989) — выступал за национальную сборную Турции, провёл два матча. За «Кахраманмарашспор» провёл двадцать восемь встреч и забил один гол за этот клуб в Суперлиге Турции.
- Хасан Гюльтанг (2004—2006) — выступал за национальную сборную Турции, провёл один матч. За «Кахраманмарашспор» провёл пять встреч.
- Озан Ипек (2006—2008) — выступал за национальную сборную Турции, провёл три матча. За «Кахраманмарашспор» провёл сорок три встречи, забил пять голов.
- Азат Мухадов (2008—2009) — выступал за национальную сборную Туркменистана, провёл один матч. За «Кахраманмарашспор» провёл одну встречу.
- Кемалеттин Шентюрк (2003—2004) — выступал за национальную сборную Турции, провёл пять матчей, забил один гол. За «Кахраманмарашспор» провёл пять встреч.
- Хюшню Эзкара (1988—1989) — выступал за национальную сборную Турции, провёл восемь матчей. За «Кахраманмарашспор» провёл восемнадцать встреч и забил один гол за этот клуб в Суперлиге Турции.